# Лакедры
Лакедры, или  цапатеро (лат. Oligoplites), — род лучепёрых рыб из семейства ставридовых. Широко распространены в тропических и тёплых умеренных водах западной части Атлантического и восточной части Тихого океанов. Максимальная длина тела представителей разных видов варьирует от 25 до 56 см. Морские пелагические рыбы, заходят в эстуарии и устья рек. 

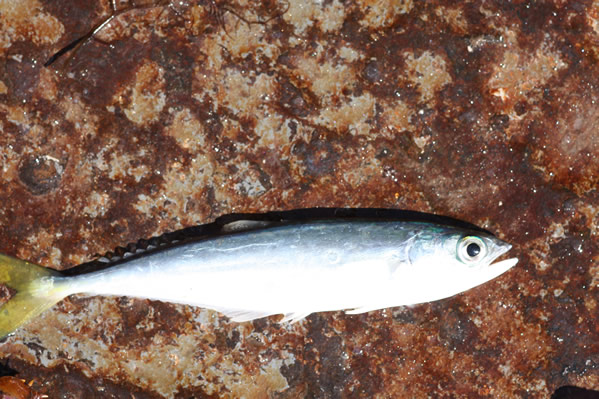
Oligoplites refulgens

## Классификация
В состав рода включают 5 видов:
- Oligoplites altus (Günther, 1868) — Мексиканская лакедра[1]
- Oligoplites palometa (Cuvier, 1832) — Паломета[2]
- Oligoplites refulgens  Gilbert & Starks, 1904
- Oligoplites saliens  (Bloch, 1793) — Вестиндская лакедра
- Oligoplites saurus  (Bloch & Schneider, 1801) — Центральноамериканская лакедра, или цапатеро-чакета